# Tour du Nicaragua
Le Tour du Nicaragua (en espagnol : Vuelta a Nicaragua) est une course cycliste par étapes disputée au Nicaragua. Il est organisé depuis 2001. 

## Palmarès

### Podiums
| Année | Vainqueur         | Deuxième           | Troisième        |
| ----- | ----------------- | ------------------ | ---------------- |
| 2001  | Denis Casco       |                    |                  |
| 2002  | Walter Gaitán     |                    |                  |
| 2003  | Fernando Tejada   |                    |                  |
| 2004  | Yasser Argüello   |                    |                  |
| 2005  | Luis García       | Roberto Martínez   | Marconi Durán    |
| 2006  | Carlos Ávalos     | Marco Salas        | Luis Rojas       |
| 2007  | Marco Salas       | Marconi Durán      | Nieves Carrasco  |
| 2008  | Steven Villalobos | Luis Rojas         | Claudio Arone    |
| 2009  | Johnny Morales    | Nery Velásquez     | Asbel Rodas      |
| 2010  | Hersson Jiménez   | Juan Carlos Rojas  | Marco Salas      |
| 2011  | Jaime Ramírez     | José Navarro       | Marlon Samayoa   |
| 2012  | José Vega         | Joseph Chavarría   | Elías Vega       |
| 2013  | Elías Vega        | Argenis Rivas      | Nieves Carrasco  |
| 2014  | Henry Raabe       | Rodolfo Villalobos | Bryan Salas      |
| 2015  | José Irias        | Juan Carlos Rojas  | César Rojas      |
| 2016  | César Rojas       | Juan Carlos Rojas  | Cider García     |
| 2017  | Marlon Samayoa    | Pablo Mudarra      | Joseph Chavarría |
| 2018  | Non disputé       | Non disputé        | Non disputé      |
| 2019  | Fredd Matute      | David Castrillo    | Henry Rojas      |
| 2020  | Frank Travieso    | Henry Rojas        | Bryan Jiménez    |
| 2021  | Joseph Ramírez    | Argenis Vanegas    | Alfredo Ajpacajá |
| 2022  | Henry Rojas       | Richard Zamora     | José Caballero   |
| 2023  | Bryan Salas       | Carlos Romero      | Argenis Vanegas  |
| 2024  | Argenis Vanegas   | Kevin Cano         | Daniel Bonilla   |

### Victoires par pays
| Victoires | Pays                                   |
| --------- | -------------------------------------- |
| 11        | Costa Rica                             |
| 8         | Nicaragua                              |
| 1         | Salvador Guatemala Honduras États-Unis |